# Matteo Cosenza
Matteo Cosenza (Castellammare di Stabia, 25 marzo 1949) è un giornalista italiano.

## Attività giornalistica
Direttore del quindicinale La Voce della Campania, è stato poi capo della redazione napoletana di Paese Sera, dal 1979 al 1988, e successivamente per sedici anni ha lavorato a Il Mattino, come inviato e capo della redazione di Salerno, della Grande Napoli e degli Interni.
Dal 2006 al 2014 è stato direttore de Il Quotidiano della Calabria. Attualmente è editorialista del Corriere del Mezzogiorno.

## Attività politica
Negli anni Settanta è stato consigliere provinciale di Napoli e assessore all'urbanistica nel comune di Castellammare di Stabia.